# Ilja Jurjewitsch Alexejew
Ilja Jurjewitsch Alexejew (russisch Илья Юрьевич Алексеев, wiss. Transliteration Il'ja Jur'evič Alekseev; * 27. September 1980 in Gorki, Oblast Gorki, RSFSR, Sowjetunion) ist ein russischer Schauspieler.

## Leben
Alexejew wurde am 27. September 1980 in Gorki, dem heutigen Nischni Nowgorod, geboren. Er studierte an der Fakultät für Körperkultur und Sport der Lobatschewski-Universität Nischni Nowgorod. 2008 machte er seinen Schauspielabschluss an der Moscow Art Theatre School. Bereits ein Jahr zuvor, 2007, übernahm er eine der Hauptrollen im Film Olya + Kolya. 2010 war er im Fantasyfilm Dark World – Das Tal der Hexenkönigin in der Rolle des Artur zu sehen. In den nächsten Jahren folgten verschiedene Besetzungen in russischen Fernsehserien und Fernsehfilmproduktionen. 2019 stellte er in der Fernsehserie Rapid Response in zehn Episoden die Rolle des Konstantin Kandaurow dar.

## Filmografie (Auswahl)
- 2007: Olya + Kolya
- 2010: Dark World – Das Tal der Hexenkönigin (Temnyy mir/Тёмный мир)
- 2010: Tsvet plameni (Цвет пламени, Fernsehserie)
- 2011: S lyubovyu iz ada (С любовью из ада, Fernsehfilm)
- 2011: I Serve the Fatherland! (Sluzhu Otechestvu!/Служу Отечеству!, Fernsehfilm)
- 2016: El Mirto (Эль Мирто, Fernsehfilm)
- 2017: Lyubov so vsemi ostanovkami (Любовь со всеми остановками, Fernsehfilm)
- 2017: Vospitanie i vygul sobak i muzhchin (Воспитание и выгул собак и мужчин, Fernsehfilm)
- 2019: Rapid Response (Nemedlennoye Reagirovaniye/Немедленное реагирование, Fernsehserie, 10 Episoden)